# オリンピックショウ 地上最大のクイズ
『日清オリンピックショウ 地上最大のクイズ』（にっしんオリンピックショウ ちじょうさいだいのクイズ）は、1962年11月13日から1965年5月25日までフジテレビ系列で放送された生放送のクイズ番組である。放送時間は毎週火曜 19:30 - 20:00（JST）。

## 出演者
- 司会：桂小金治
- ソクラテス（出題者）役（初代）：十朱久雄 - 1962年11月13日 - 1964年2月4日
- 出題者（2代目）：河井坊茶 - 1964年2月11日 - 1965年5月25日
- ほか

## 概要
1964年東京オリンピックが開催される2年前の1962年に開始された番組で、タイトルにもあるように日清食品の一社提供で放送された。一回ごとの出場者が100人、優勝賞金が100万円という、当時の貨幣価値としては超高額のクイズ番組だった。
クイズは15問出題され、その形式は聖火リレーのコースにちなんだ設定のものであり、そのコースはセットの真ん中に階段状となった形で表示され、1問進むごとに階段が1段ずつ点灯するようになっていた。出場者は、その階段の両側に設けられたひな壇状の席に座りクイズに挑戦した。
番組のセットは、階段の一番上（アテネ）に聖火台があり、聖火台の上に「オリンピック募金募集」と書かれたボードと共に五輪旗が描かれ、出場者が座るひな壇席の上には、本番組のタイトルが掲げられ、その最前列の前面にはスポンサーである「日清食品」の社名が表示されていた。
番組テーマ曲は、実際に東京オリンピックの歌でもあった「この日のために」（作詞：鈴木義夫、補作詞：勝承夫、作曲：福井文彦）。これに合わせて、五輪の輪を一個ずつ持った5人の女性が踊るというオープニングだった。また、各界の著名人がほぼ毎週ゲストに迎えられていた。
当初は、東京オリンピックの閉幕と共に本番組も終了するという予定となっていたが、番組の人気が続いたこともあって、東京オリンピック閉幕から約7か月間後の1965年5月25日まで放送が延長された。また、東京五輪開催期間中の1964年10月13日放送分からは『日清ジェットショー 地上最大のクイズ』と題して放送されるようになった。

## ルール
1問目のアテネから15問目の東京まで、聖火リレー通過都市と設定されたルートをたどりながらクイズが出題される。最初はひな壇の席で全員起立し、全員参加の第1問目から第10問目までは○×クイズ、第11問目からは勝ち残った出場者が下に降りて三択クイズに挑戦する。11問目からは1問正解ごとに2万円の賞金で、1問でも間違えたら着席で即失格、15問全問正解者が優勝で、天井から大量の紙吹雪が降り、賞金100万円とチキンラーメン1年分が贈られた。15問到達前に全員失格となった場合には、その回の100万円＋賞品は無し（ただし、稀に再び全員起立して仕切り直しになることもあった）。また、本番組の出場者には事前に予選が行われており、予選で落選した出場者へは参加賞としてチキンラーメン1袋が配られた。
『日清ジェットショー』になってからは、15問のクイズ（○×および三択）は変わらないが、今度は世界の15の大都市を一周する形式で問題が出され、15問全問正解者には賞金100万円とチキンラーメン1年分の他に、KLMオランダ航空による世界一周旅行が贈られた。また、セットのうち解答席と中央の階段は不変だったが、階段の上の聖火台がロンドンを中心にしたエイトフ図法による世界地図に変更された。

## ルート
アテネが一番上、順番に一段ずつ降りて一番下が東京。西南アジア→南アジア→東南アジア→東アジアといったルートが採られた。なお、当時那覇は本土返還前で、アメリカの占領下にあった。パターンは以下の2通りあった。最初はパターン1で始まり、後にパターン2に改められた。
パターン1
1. アテネ （ ギリシャ）
2. イスタンブール （ トルコ）
3. ベイルート （ レバノン）
4. バグダッド （ イラク）
5. テヘラン （ イラン）
6. ニューデリー （ インド）
7. カルカッタ （ インド）
8. ラングーン （ ビルマ）
9. バンコク （ タイ）
10. クアラルンプール （ マレーシア）
11. シンガポール （ シンガポール）
12. マニラ （ フィリピン）
13. 台北 （ 中華民国）
14. 那覇 （ 琉球政府）
15. 東京 （ 日本）

パターン2
1. オリンピア （ ギリシャ）
2. アテネ （ ギリシャ）
3. イスタンブール （ トルコ）
4. ベイルート （ レバノン）
5. テヘラン （ イラン）
6. ラホール （ パキスタン）
7. ニューデリー （ インド）
8. ラングーン （ ビルマ）
9. バンコク （ タイ）
10. クアラルンプール （ マレーシア）
11. マニラ （ フィリピン）
12. 香港 （ イギリス領香港）
13. 台北 （ 中華民国）
14. 那覇 （ 琉球政府）
15. 東京 （ 日本）

## スタッフ
- 構成：加藤文治 ほか
- 音楽：溝上日出夫
- 演出：田中時英 ほか

## 放送局
- フジテレビ（制作局）：火曜 19:30 - 20:00
- 仙台放送
- 北陸放送：水曜 18:00 - 18:30[3]
- 東海テレビ
- 関西テレビ
- 日本海テレビ
- 広島テレビ
- 山口放送
- 四国放送
- 九州朝日放送→テレビ西日本
- 熊本放送

## 番組終了後
- 前述のとおり東京オリンピック終了後も続けられた本番組だが、1965年5月25日の放送をもって終了した。
- 番組終了から2年5か月後の1967年11月11日には、単発特別番組枠『テレビグランドスペシャル（第1期）』（土曜 20:00 - 20:56）で、150人の芸能人を解答者にした『史上最大のクイズ』としてリバイバルされた。

- 1988年3月31日にフジテレビ開局30周年特番として放送された『開局30周年特別企画 フジテレビ30年史 秘蔵VTR一挙大公開 』において本番組を再現するという企画が放送された。本番組のセットも再現され（ただし同番組では日清食品はスポンサーに付かなかったため、解答席前面には「日清食品」の文字はなく、代わりにフジテレビのシンボルマーク「8」が描かれていた）、司会は明石家さんまと楠田枝里子、出題のソクラテス役は本番組の司会者だった桂小金治が務めた。出場者はアナウンサー、ディレクターらを含むフジテレビの社員100人で、問題は全てフジテレビの歴史に関するものが出題された[4]。
- 1996年8月8日に放送された『FNS888スペシャル！夏休みまつりだワッショイ！』の1コーナーとして1夜限りの復活。放送日の平成8年8月8日に因み、賞金は888万8888円に設定[5]。司会は明石家さんま、内田有紀、中井美穂、福井謙二、近藤サト（当時フジテレビアナウンサー）。本番組のソクラテス役に相当するフジテレビの生き字引役を露木茂が務めた。出場者はオレたちひょうきん族メンバーとおニャン子クラブメンバーで構成された芸能人チーム、フジテレビのアナウンサー、社員、当時フジテレビ社屋があった新宿区河田町近隣の住民、新聞・雑誌記者、レコード会社社員など合計330人で、問題はすべてフジテレビの歴史に関するもの。

## 特記事項
- 当時の100万円は、2015年時点での約2,000万円に相当する超高額の賞金であったことから、相当な鳴り物入りで開始された番組であり、開始1週間前の1962年11月6日から放送3回目の11月27日までの4週にわたって産経新聞に番組広告が出された。さらに開始後の広告には「好評の《西部の対決》はおわりました。今週から（新しく）登場の《地上最大のクイズ》にご声援ください」と前番組『西部の対決（英語版）』の終了告知付きのメッセージが添えられた。
- 本戦クイズは全て○×と三択であるが、代わりに相当のハイレベルな問題ばかりであった。これは、後に本番組と同じく○×クイズ形式を採用した『アメリカ横断ウルトラクイズ』などにも受け継がれている。
- 『日清ジェットショー』となった最初の回（1964年10月13日）は「プロ野球人大会」と銘打ち、王貞治、柴田勲ら当時のプロ野球選手やコーチ、さらに当時パシフィック・リーグ専任会長だった中澤不二雄らが出演した。結果は、読売ジャイアンツの投手だった藤田元司が15問全問正解し、賞金100万円・世界一周旅行・チキンラーメン1年分が贈られた[6]。
- 毎週レギュラー放送される個人参加型のクイズ番組で、出場者「100名」は、1969年2月 - 6月放送の「300名」が出場した『ラッキークイズ さあどっち?』（朝日放送製作、当時はTBS系列）が開始されるまで最高記録だった。
- 本番組の放送当時は公正取引委員会のオープン懸賞に対する規制は無く、賞金100万円と海外旅行を同時に獲得することも可能だった。その後は、1970年から2006年まで規制がかけられた。
- 関東地区では、1964年4月から1965年3月まで毎週金曜 11:00 - 11:30に再放送された。

## 脚註
1. ↑  東京ニュース通信社『テレビ50年 in TVガイド』（2000年刊、69ページ）より。
2. ↑  桂小金治「ケラの水渡り」（1967年、報知新聞社）144頁掲載のスナップ写真より
3. ↑  『北國新聞』1965年4月7日付朝刊、テレビ欄。
4. ↑  美術Pは見た! 〜セット裏から見た制作ウラ話〜 より（2009年4月21日閲覧）
5. ↑  個人賞金200万円、副賞のスズキ・エスクードV62000ノマド（200万円相当）、決勝戦終了後のダーツで優勝者のチームに最高400万円山分け、外馬予想的中者に88万8888円山分けという内訳。仮に獲得賞金が888万8888円に満たない分は差額をFNSチャリティー事務局に寄付。実際はラストで優勝者の放ったダーツが全額チャリティーの枠に刺さったため、チーム山分けの400万円がチャリティー寄付となった。
6. ↑  『ザ・テレビ欄 1964 - 1973 大阪版』（テレビ欄研究会／編・著 TOブックス、2009年11月）17頁